# بندپایان
بَندپایان (Arthropoda) شاخه‌ای بزرگ و دارای بیشترین تعداد گونه از جانوران بی‌مهره و پریاخته هستند. شاخه بندپایان دربرگیرنده جانورانی چون حشرات، عنکبوتیان، هزارپایان و سخت‌پوستان است. فرهنگستان زبان فارسی در مصوبات تازه خود برای شاخه‌های جانداران پسوند «-تباران» را در نظر گرفته و بنا بر این شیوه بندپایان را «بندپاتباران» نیز نامیده‌است.
بندپایان کالبد بیرونی سخت و بندبند دارند، حفره عمومی بدن آن‌ها کوچک است و گُرده‌چه (نفریدیوم، اندامی نظیر کلیه در بی‌مهرگان) و مژه ندارند. بدن بندپایان دارای پوستک سخت‌شده و اسکلت بیرونی بندبند است؛ ضمایم مفصلی در هر قطعهٔ بدن جفت است و کارکرد حرکتی دارد؛ این جانوران دارای یک جفت شاخک و حداقل یک جفت چشم مرکب جانبی با واحدهای گیرندهٔ نوری مستقل هستند.
داشتن اندام بندبند مفصل‌دار و لایه‌های سفت پوستی به نام پوستک cuticle از ویژگی‌های بندپایان است. پوستک‌های آنان عمدتاً از کیتین آلفا ساخته شده‌است. پوستک سخت‌پوستان دارای کلسیم کربنات نیز هست. این پوستک‌های سخت، رشد بندپایان را با موانعی روبه‌رو می‌کند که آن‌ها این مانع را از طریق پوست‌اندازی حل می‌کنند. طرح بدن بندپایان به صورت قطعات تکرارشونده‌ای است که به برخی از قطعه‌ها اندام ثانویه‌ای ضمیمه شده‌است. انعطاف و کارآمدی بندپایان باعث شده تا این شاخه پرگونه‌ترین شاخه جانوری در بیشتر محیط‌های زیستی باشد. بیش از یک میلیون از گونه‌های بندپایان تاکنون توصیف شده‌اند که با این وصف هشتاد درصد از تمامی گونه‌های جانداران زنده مربوط به بندپایان است. بندپایان از نظر اندازه بسیار متفاوتند و از پلانکتونهای ریز تا جانورانی چندمتری را دربر می‌گیرند.
جانداران چهاراندام نیز مانند بندپایان بدن‌هایی بندبند و مفصل‌دار دارند اما تفاوتشان این است که چهاراندامان مهره‌دار هستند یعنی استخوان‌بندی آن‌ها درونی است در حالی‌که استخوان‌بندی بندپایان بیرونی است و معمولاً صدف و پوسته دارند.

## مشخصات
بندپایان معرف قدیمی‌ترین و غالب‌ترین اشکال حیاتی کرهٔ زمین بوده و از نظر کثرت تعداد گونه و تنوع سیستم‌های زندگی و ساختمانی که در زیرشاخه‌های بندپایان مشاهده می‌شوند در سلسلهٔ جانوران مقام اول را داد. شاخه بندپایان دارای بیش از ۸۰٪ گونه‌های شناخته شده در بین بی مهرگان و شامل ۷۵٪ گونه‌های سلسلهٔ جانوری است. مبدأ پیدایش بندپایان احتمالاً مربوط به پیش از دوره کامبرین در دوران اول و بیش از یک میلیارد سال قبل می‌باشد.
شکل‌های اولیهٔ بندپایان از جمله Trilobita و Gigantosteracea و Xiphosura عموماً آبزی و دارای دستگاه تنفسی برانشی بوده‌اند و انتقال زندگی بندپایان به خشکی همزمان با تحول پوشش گیاهی زمین و پیدایش اولین نباتات آوندی در اواخر دورهٔ سیلورین صورت گرفته‌است به طوری که اولین بندپایان زمین زی احتمالاً دارای زندگی آبی و خشکی بوده‌اند.
شاخهٔ بند پایان دارای خصوصیات مشترکی هستند که عبارتند از:
1. بدنشان مفصلی و بند بند است.
2. اسکلت بدن از نوع خارجی و از جنس کیتین است.
3. بعضی از مفصل‌های بدن دارای پیوست‌های زوجی بند بند است که دارای وظایف مختلفی می‌باشند.
4. گردش خون آن‌ها باز است و دارای قلب و یک رگ در سطح پشتی بند می‌باشند.
5. دستگاه عصبی شامل یک مرکز عصبی یا مغز در ناحیه سر بوده که به زنجیره عصبی در ناحیه شکمی متصل است. این زنجیر دارای عقده‌های عصبی در نقاط مختلف بدن می‌باشد.
6. لوله گوارش شامل سه قسمت ابتدایی، میانی و انتهایی است که قسمت‌های ابتدایی و انتهایی منشأ اکتودرمی و قسمت میانی دارای منشأ اندودرمی است.

بندپایان معرف قدیمی‌ترین و غالب‌ترین اشکال زیستی کرۀ زمین بوده و در سلسله جانوران بیشترین تعداد گونه و تنوع سیستم‌های زندگی و ساختمانی را دارا می‌باشند. این شاخه از جانوران شامل بیش از ۸۰٪ گونه‌های شناخته شده در بین بی مهرگان و ۷۵٪ گونه‌های سلسله جانوری می‌باشند. مبدأ پیدایش بندپایان احتمالاً به پیش از دوره کامبرین در دوران اول و بیش از یک میلیارد سال پیش می‌رسد. مطالعه آثار فسیل شده جانوران این دوره نشان می‌دهد که اشکال اولیه بندپایان مانند Trilobita و Gigantostracea و Xiphosurea عموماً آبزی و دارای دستگاه تنفسی برانشی بوده‌اند؛ و انتقال زندگی بندپایان به خشکی همزمان با تحولات پوشش گیاهی زمین و پیدایش اولین نباتات آوندی در اواخر دوره سیلورین صورت گرفته‌است به طوری که اولین بندپایان زمین زی دوزیست و دارای زندگی آبی و خشکی بوده‌اند. مانند عقرب‌های اولیه یا Pleophonidae که در دوره سیلورین ظاهر شده‌اند و به نظر می‌رسد که فاقد استیگماتهای تنفسی و دارای صفحات برانشی مشخص بوده‌اند. به جز بندپایان گونه‌هایی همچون کیسه تنان، نرم‌تنان و خارتنان هم وجود دارند که همهٔ این‌ها جزو بی مهرگان هستند.

## زیرشاخه‌ها
بندپایان دارای چهار زیرشاخه زنده و یک زیرشاخه منقرض‌شده به نام سه‌لَپی‌ها است:
| سه‌لَپی‌ها † Trilobites  |  | سه‌لَپی‌ها یا تریلوبیت‌ها گروهی منقرض‌شده از بندپایان بودند که در دورهٔ دیرینه‌زیستی می‌زیستند. تریلوبیت‌ها گروهی از بندپایان قدیمی، بسیار ساده و ساکن دریا بودند که از روی بدن بندبند و پوشش سخت خارجی، مشخص می‌شوند. تفاوت آن‌ها با دیگر بندپایان، در زوائد حرکتی و دگردیسی اولیهٔ آن‌هاست. تریلوبیت‌ها موجوداتی دریازی بودند و برای اولین بار از پائین‌ترین قسمت کامبرین ظاهر و در پرمین پسین منقرض شدند. تاکنون حدود ۵ هزار سرده و بیش از ۱۵ هزار گونه از آن‌ها شناسایی شده‌اند. تریلوبیت‌ها همچون سایر بندپایان، برای رشد، به‌طور دوره‌ای پوست‌اندازی می‌کردند. |
| گیره‌داران Chelicerata |  | گیره‌داران زیرشاخهای از جانوران بندپا است که شامل جانورانی مانند عقرب، عنکبوت، کنه و خرچنگ نعلی می‌شود. این جانوران فاقد شاخک هستند اما اندام گیره‌مانندی در جلو یا بالای دهان دارند که گیره Chelicera نامیده می‌شود و برای نگه داشتن غذا یا در برخی گروه‌ها برای تزریق زهر از طریق نیش استفاده می‌شود. گیره‌داران همچنین یک جفت پای حسی به نام پاگیره‌ها pedipalp دارند. گیره‌داران احتمالاً در دوره کامبرین و به عنوان جانوران دریایی آغاز به شکل‌گیری کردند.                                                                                           |
| هزارپایان Myriapoda   |  | هزارپایان زیرشاخه‌ای از جانوران عموماً خاکزی از گروه بندپایان است که بیش از ۱۳ هزار گونه دارد. برخی گونه‌های این زیرشاخه کمتر از ۱۰ پا و برخی گونه‌ها بیش از ۷۵۰ پا دارند. هزارپایان معمولاً در جاهای مرطوب و تاریک، زیر سنگ‌ها و داخل گیاخاک‌ها یا زیر پوست درخت‌ها و داخل خزه و برگ‌های پوسیده و ریخته شده به سر می‌برند. بعضی از این جانوران گوشتخوارند و از بندپایان دیگر تغذیه می‌کنند. |
| شش‌پایان Hexapoda      |  | شِش‌پایان پرگونه‌ترین زیرشاخه از بندپایان است و شامل تمامی حشرات و سه دسته کوچکتر از بندپایان بدون بال به نام‌های دم‌فنری Collembola، سرقیفی Protura و دودُنبی Diplura می‌شود (که پیش از این همگی جزء حشرات به‌شمار می‌آمدند). شش‌پایان به دلیل ویژگی مشخصشان یعنی داشتن قفسه سینه محکم با سه جفت پا بدین نام خوانده می‌شوند. بیشتر بندپایان بیش از ۳ جفت پا دارند. بدن شش‌پایان از یک سر پیشین، قفسه سینه و شکم پسین تشکیل شده‌است. |
| سخت‌پوستان crustaceans |  | سخت‌پوستان یکی از گروه‌های بزرگ از جانوران بندپا هستند. سخت‌پوستان دارای ۶۷ هزار گونه توصیف‌شده هستند. جانورانی مانند میگو، خرچنگ و دافنی جزو سخت‌پوستان هستند. از دیگر جانوران نسبتاً معروف این گروه می‌توان به شاه‌میگو، کشتی‌چسب، پاروپا، خرچنگ آب شیرین، خرچنگ دریایی، سپرمیگو، شپشک‌ماهی، کریل و شپش نهنگ اشاره کرد. در اشتراک با بقیه بندپایان، سخت‌پوستان دارای اسکلت بیرونی سختی هستند که باید برای رشد جانور انداخته شود. تفاوت سخت‌پوستان با بقیه بندپایان این است که اندام‌هایی دوشاخه biramous دارند و لارو آن‌ها حالتی لیسه‌ای nauplius دارد.    |